# Gobionellus daguae
Gobionellus daguae är en fiskart som först beskrevs av Eigenmann, 1918.  Gobionellus daguae ingår i släktet Gobionellus och familjen smörbultsfiskar. IUCN kategoriserar arten globalt som otillräckligt studerad. Inga underarter finns listade i Catalogue of Life.